# ГЕС Содусу 3
ГЕС Содусу 3 – гідроелектростанція на північному сході Північної Кореї. Знаходячись після ГЕС Содусу 2, входить до складу дериваційного каскаду, який використовує ресурс із правих притоків Туманган (впадає у Японське море на кордоні КНДР та Росії), перекинутий до сточища річки Сосонг, котра дренує східний схил Північно-Корейських гір та впадає до того ж моря у Чхонджіні.
Дериваційний каскад Содусу почали споруджувати в останні роки японського колоніального панування в Кореї, при цьому роботи по станції Содусу 3 стартували лише в 1945-му, незадовго до капітуляції острівної імперії. За цим відбулися події Корейської війни та невдала спроба наприкінці 1950-х реалізувати проєкт разом з китайцями, так що в підсумку цю гідроелектростанцію ввели в експлуатацію 1982-го року. 
З підземного машинного залу станції Содусу 2 (знаходиться під долиною однієї з правих приток Сосонгу) відпрацьований ресурс прямує по тунелю довжиною близько 5 км. По виходу останнього з-під гірського масиву вода потрапляє у прокладений по правобережжю Сосонг дериваційний канал завдовжки 3 км, який в підсумку досягає наземного машинного залу станції Содусу 3. Можливо відзначити, що в реалізованому варіанті станція стала суттєво потужнішою, аніж у первісному японському проєкті – 60 МВт проти 40,4 МВт. Такий показник забезпечують чотири гідроагрегати по 15 МВт, які працюють при напорі у 77 метрів. 
Відпрацьована на ГЕС Содусу 3 вода по відвідному каналу завдовжки 0,7 км потрапляє до Сосонгу.
Наразі каскад Содусу (서두수) перейменований у електростанцію 17 березня (3월 17일 발전소).